# Kersengoudhaantje
Het kersengoudhaantje (Orsodacne cerasi) is een keversoort uit de familie schijnhaantjes (Orsodacnidae). De wetenschappelijke naam van de soort werd in 1758 gepubliceerd door Carl Linnaeus.